# 경산 임당동과 조영동 고분군
경산 임당동과 조영동 고분군(慶山 林堂洞과 造永洞 古墳群)은 대한민국 경상북도 경산시 임당동에 있는 고분군이다. 2011년 7월 28일 대한민국의 사적 제516호로 지정되었다. 2016년 6월 1일 대동 고분군이, 2018년 5월 28일 부적리 고분군이 추가되었다.

## 개요
서쪽으로 향한 구릉에서, 발굴 전 10여 기의 고분이 훼손된 상태로 지표에서 확인되었다. 1982년 2월 임당동 2호분이 도굴되어 순금제 귀걸이 및 장신구 ·은제허리띠 ·곱은옥 ·고리자루큰칼 등 중요한 문화재가 해외로 유출되기 직전 당국에 적발되어 임당동고분군의 중요성이 세상에 알려지게 되었다. 이를 확인하기 위해 발굴조사가 1982년 7월부터 12월까지 실시되었으며, 모든 경비는 영남대학교 박물관이 전담하였다. 또한 이 고분군이 분포하고 있는 곳의 북편 능선이 영남매장문화재연구원에 의해 발굴조사되었는데, 여기에서도 많은 원삼국시대의 무덤들이 조사되었다.
이 고분군은 본래 사적 제300호로 지정되어 있었으나 2011년 7월 28일 인접한 경산조영동고분군과 통합되어 사적 제516호 '경산 임당동과 조영동 고분군'으로 재지정되었다.
제일 먼저 발굴된 고분은 제2호분이다. 이 고분의 봉토는 3분의 1이 이미 파괴된 상태였으나, 4분법으로 조사하였다. 봉토는 얇은 판석으로 된 청석을 정성스럽게 차곡차곡 둥글게 쌓았고, 바닥부분은 일부 흙으로 다지고 회를 사용한 흔적이 보인다.
구조는 표형분으로 2개의 무덤을 남북으로 함께 붙여 만든 것이며, 축조 순서는 남쪽에 있는 무덤이 먼저 만들어졌고 북쪽에 있는 무덤은 뒤에 붙여 만들어진 것이다. 1개의 무덤은 으뜸덧널과 딸린덧널로 구성되어 있고, 으뜸덧널의 뚜껑은 큰 화강암 편평석을 사용하였으며, 딸린덧널은 나무로 뚜껑을 하였다.
제2호분 다음에는 제5ㆍ6ㆍ7호분을 비교ㆍ조사하기 위해 차례로 발굴되었는데, 봉토축조 방법은 제2호분과 같은 방법이 사용되었으며, 봉토가 2개 또는 3개로 연결되어 있는 여러덧널식이었다. 제5ㆍ6ㆍ7호분을 모두 발굴한 결과 제5호분에서 독 1개, 제7호분에서 독 1개 등을 포함하여 모두 15개의 무덤이 발견되었으며, 제5ㆍ6ㆍ7호분의 주위에는 평면에 원형 또는 반원형으로 둘레돌이 돌려져 있었다.

### 임당동 고분군
임당동 구릉위에 있는 삼국시대 전기 무덤들로서 1982년 영남대학교 박물관에서 발굴하였다.
무덤의 형식은 널무넘(목관묘), 독무덤(옹관묘), 돌무지덧널무덤(적석목곽묘), 굴식돌방무덤(횡혈식석실묘)을 비롯하여 다양하게 나타난다. 출토유물은 금·은제 각종 치레거리(장신구), 고리자루큰칼(환두대도)을 비롯한 철기류와 토기류가 발견되었다. 이러한 출토 유물 상황으로 보아 당시 이 지역 지배자의 무덤으로 볼 수 있다.
『삼국사기』에 ‘파사왕 23년 압독국왕이 신라에 항복하였다’라고 기록되어 있다. 압독국은 임당동무덤들이 있는 압량면 근처로 추정되는데 이 무덤들을 통해 삼국시대 초기 소국(小國)의 관계를 볼 수 있다.
임당동 출토 유물과 무덤구조는 경주 초기 무덤의 유물과 구조에서 찾아볼 수 있고, 가야문화와도 비슷하여 서로간의 문화교류가 있었음을 보여주는 유적이다. 
그러나 2024년 10월 30일 당시의 추가 발굴 상 신라의 간접적인 지배에 관한 유물이 발굴되었다.

### 조영동 고분군
경산시 조영동 일대의 낮고 평평한 구릉지대에 약 10여 기의 고분이 분포하고 있다. 무덤을 덮는 흙부분인 분구는 거의 사라지고 남아 있는 것들을 보면 원형으로 되어있다.
무덤 내부는 항아리에 시신을 넣는 독무덤(옹관묘)·구덩식 돌덧널무덤(수혈식 석곽묘)·굴식 돌방무덤(횡혈식 석실묘) 등이 있으며, 이 가운데 구덩식 돌덧널무덤이 가장 많이 나타난다. 구덩식 돌덧널무덤도 시신을 넣은 널만 있는 구조와 시신 넣는 널과 부장품을 넣는 널을 감싸는 덧널들로 다양하다. 유물은 다양한 토기류, 금동관이나 허리띠·귀걸이 등의 치레거리(장신구), 무기류, 말갖춤(마구류), 흙으로 만든 토제품 등이 출토되었다.
만들어진 연대는 확실치 않으나 무덤내부의 구조와 출토된 유물로 미루어 보아 약 3세기에서 5세기 사이에 만들어진 고분군으로 추측한다.

### 대동 고분군
2016년부터 임당 1호분에 대한 구조와 성격을 밝히고 정비복원을 목적으로 한 학술발굴조사를 진행했고, 경산시와 한빛문화재연구원이 발굴 조사를 담당했다.
먼저 축조된 1A호는 다행히 도굴 피해를 입지 않아 매장 시 모습이 그대로 남아 있었다. 1A호분은 타원형 봉분의 내부에 으뜸덧널과 딸린덧널을 '창'(昌)자형으로 배열했다. 이런 배치는 임당지구 고총에서 보이는 전형적인 형태이다. 으뜸덧널 바닥에서 무덤의 주인공이 확인됐다. 은제허리띠, 순금제의 가는고리 귀걸이, 금동관모와 관장식, 고리자루칼 등 당시 최고 지배자임을 상징하는 금속공예품을 착용하고 있었으며, 머리를 동쪽으로 향했다. 주인공 발치에선 금제 귀걸이를 착용한 어린아이 인골 1점이 확인됐다.
딸린덧널에는 큰항아리, 짧은목항아리, 긴목항아리, 굽다리접시 등 다양한 토기류가 빈틈없이 가득 채워진 상태로 출토됐고, 금동제 말안장과 철제 발걸이 등도 나왔다. 아울러 딸린덧널의 서쪽 가장자리에선 따로 부장된 많은 제사용 토기류와 함께 금동제 귀걸이를 착용한 어른 인골 1구도 확인됐다.
2016년 6월 1일 경산 임당동과 조영동 고분군과 동일한 성격의 압독국 최고 지배자의 묘역으로 역사적·학술적 가치가 높아 사적으로 지정하여 관리하고자 경산 임당동과 조영동 고분군에 추가되었다.
- 추가 지정 사항 : 3필지 528m2 (경상북도 경산시 대동 57-1, 57-13, 57-34 번지)

### 부적리 고분군
부적리 고분군은 경산 임당유적 구릉의 북동쪽 끝자락에 있는 대형 고분군으로 사적 제516호로 지정된 '경산 임당동과 조영동 고분군'과 함께 고대 경산지역에 위치했던 옛 압독국(押督國) 최고 지배자들의 무덤으로 추정되고 있다.
하지만 그동안 정식 발굴조사가 이뤄지지 않아 역사적 성격이 불명확하다는 이유로 지난 2007년 사적으로 지정 신청했지만 부결된 바 있다.
현재 봉분 직경 20~30m, 높이 6.5m 정도의 대형 고분 5기가 분포하고 있다. 2016~2017년 이 중 한 기가 발굴조사됐다. 발굴조사 결과, 5세기 후반에서 6세기 전반에 조성된 이 고분은 같은 시기 신라의 왕족들이 즐겨 사용하였던 무덤 형태인 돌무지덧널무덤으로 밝혀졌다. 압독지역이 신라와 매우 밀접한 관계에 있었음을 말해주고 있어 학계의 주목을 받았다.
또 부적리 고분군 일대에 대한 지표조사와 부분적으로 이뤄진 발굴조사 결과, 조영동 고분군과 이어지는 구릉 위에도 삼국시대 고분이 밀집해 분포할 것으로 추정되고 있다.
부적리 고분군은 발굴조사 결과 고총 축조수법 및 구조, 출토유물 등에서 인접한 임당동과 조영동 고분군과 동일한 성격을 지닌 유적으로 확인되었으며, 신라에 편입된 과거 압독국 유력 세력의 연구에 중요한 자료로 역사적·학술적 가치가 높아 2018년 5월 28일 경산 임당동과 조영동 고분군에 추가 지정되었다.
- 추가 지정 사항 : 경상북도 경산시 부적리 331번지 등 28필지, 36,784m2

## 같이 보기
- 압독국

## 참고 자료
- 경산 임당동과 조영동 고분군 - 국가유산청 국가유산포털